# Liste der Weinlagen im Rheingau

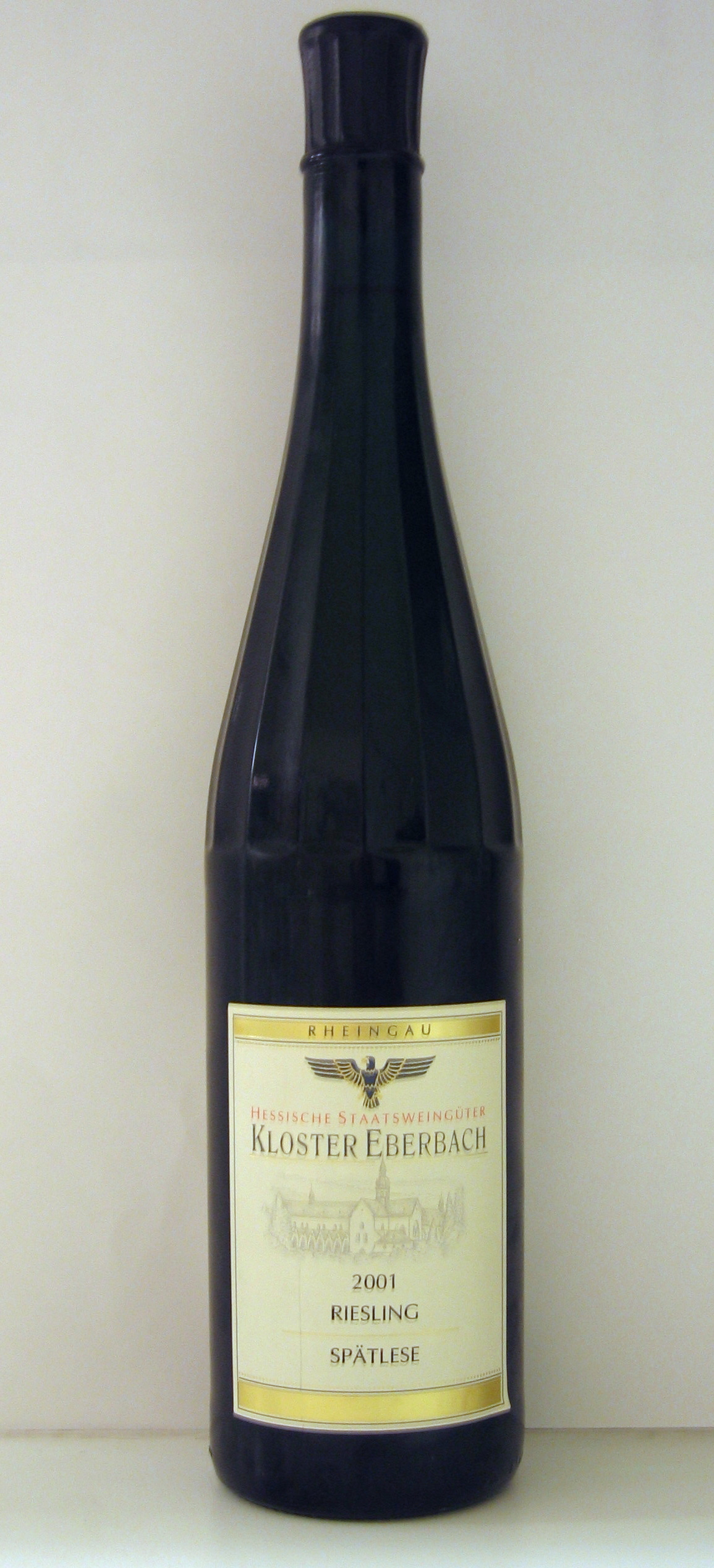
Rheingauer Flöte

Diese Liste der Weinlagen im Rheingau führt alle Lagenbezeichnungen des bestimmten Anbaugebietes für Qualitätswein Rheingau auf.

## Überblick
Die Weinlagen im Rheingau werden aus den rund 3.200 Hektar umfassenden Rebflächen der Städte und Gemeinden gebildet:
| - Eltville am Rhein - Frankfurt am Main - Felsberg - Flörsheim am Main | - Geisenheim - Hochheim am Main - Kiedrich - Lorch | - Oestrich-Winkel - Rüdesheim am Rhein - Walluf - Wiesbaden |

Der Rheingau im weinrechtlichen Sinn ist mithin größer als der Rheingau im geografischen Sinn – die Landschaft, gelegen am rechten Ufer des Rheins und an den Südhängen des Taunus zwischen Lorch und Walluf. Angebaut wird vorwiegend Riesling, und in der Rotweininsel Assmannshausen Spätburgunder.
Das Anbaugebiet umfasst nach dem Stand vom 1. November 2010 12 Großlagen und 119 Einzellagen. Deren Namen ergeben sich aus der Weinbergrolle, die bei dem Regierungspräsidium Darmstadt geführt wird.
Die Großlagen verteilen sich wie folgt auf die grob von West nach Ost geordneten Ortsteile der Rheingauer Weinbaugemeinden:
| Ortsteil                                                                     | Name der Großlage     |
| ---------------------------------------------------------------------------- | --------------------- |
| Lorchhausen, Lorch                                                           | Burgweg               |
| Assmannshausen, Aulhausen                                                    | Steil                 |
| Rüdesheim, Eibingen                                                          | Burgweg               |
| Geisenheim                                                                   | Burgweg, Erntebringer |
| Johannisberg, Schloss Johannisberg, Winkel, Schloss Vollrads, Mittelheim     | Erntebringer          |
| Oestrich, Schloss Reichartshausen                                            | Gottesthal            |
| Hallgarten                                                                   | Mehrhölzchen          |
| Hattenheim, Steinberg                                                        | Deutelsberg           |
| Erbach                                                                       | Honigberg             |
| Kiedrich                                                                     | Heiligenstock         |
| Eltville, Rauenthal, Martinsthal, Walluf, Frauenstein, Schierstein, Dotzheim | Steinmächer           |
| Kostheim, Delkenheim, Hochheim, Massenheim, Wicker, Flörsheim                | Daubhaus              |
| Wiesbaden-Kernstadt, Frankfurt am Main, Felsberg-Böddiger                    | großlagenfrei         |

## Weinlagen
Die nachfolgende Liste ist vom Grundsatz her geordnet nach Großlagen von West nach Ost, diese wiederum unterteilt nach Gemarkungen.

### Großlage Burgweg

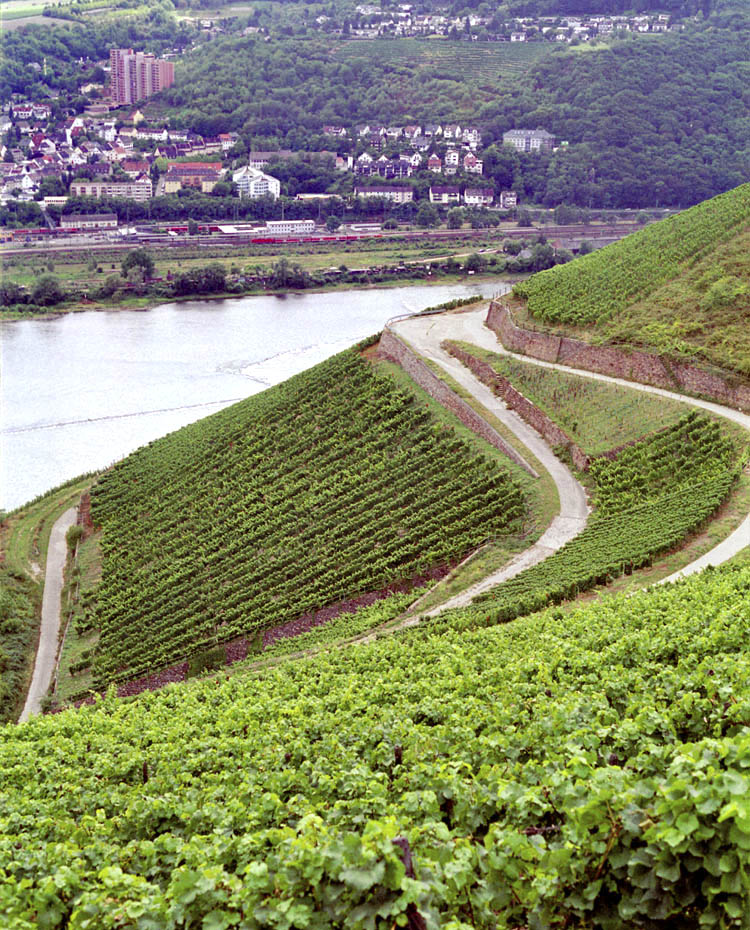
Rüdesheimer Berg Schlossberg

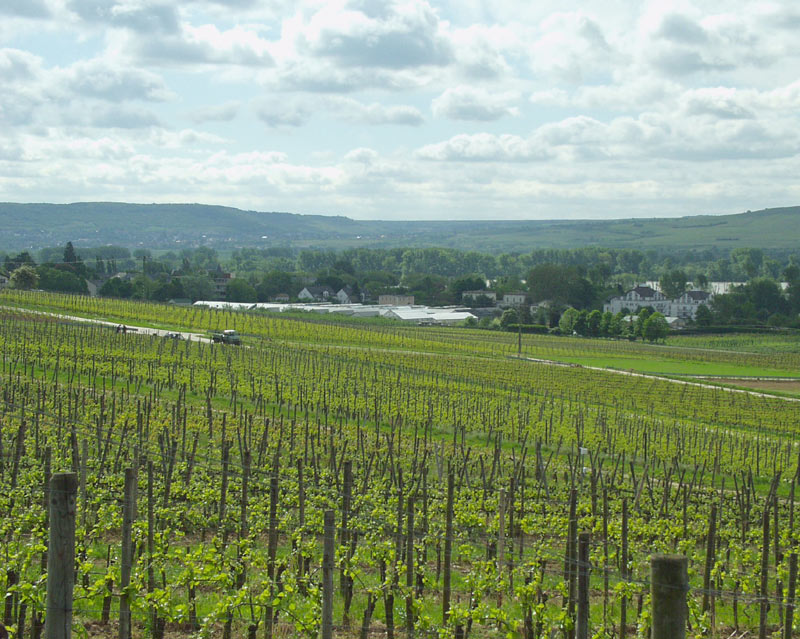
Geisenheimer Fuchsberg

| Name der Einzellage | Fläche in Hektar | Angebaute Rebsorte |
| ------------------- | ---------------- | ------------------ |
| Rosenberg           | 40               | Riesling           |
| Seligmacher         | 50               | Riesling           |

| Name der Einzellage | Fläche in Hektar | Angebaute Rebsorte |
| ------------------- | ---------------- | ------------------ |
| Schlossberg         | 53               | Riesling           |
| Kapellenberg        | 58               | Riesling           |
| Krone               | 13               | Riesling           |
| Pfaffenwies         | 35               | Riesling           |
| Bodental-Steinberg  | 23               | Riesling           |

| Name der Einzellage  | Fläche in Hektar | Angebaute Rebsorte |
| -------------------- | ---------------- | ------------------ |
| Berg Kaisersteinfels | 8,2              | Riesling           |
| Berg Schlossberg     | 25,3             | Riesling           |
| Drachenstein         | 48,5             | Riesling           |
| Berg Roseneck        | 26,7             | Riesling           |
| Berg Rottland        | 34,7             | Riesling           |
| Rosengarten          | 3,7              | Riesling           |
| Bischofsberg         | 34               | Riesling           |
| Klosterberg          | 39               | Riesling           |
| Klosterlay           | 38               | Riesling           |
| Kirchenpfad          | 20               | Riesling           |
| Magdalenenkreuz      | 49               | Riesling           |

| Name der Einzellage | Fläche in Hektar | Angebaute Rebsorte |
| ------------------- | ---------------- | ------------------ |
| Mönchspfad          | 160              | Riesling           |
| Mäuerchen           | 33               | Riesling           |
| Fuchsberg           | 68               | Riesling           |
| Rothenberg          | 36               | Riesling           |

### Großlage Steil
| Name der Einzellage | Fläche in Hektar | Angebaute Rebsorte |
| ------------------- | ---------------- | ------------------ |
| Hinterkirch         | 59               | Spätburgunder      |
| Höllenberg          | 55               | Spätburgunder      |
| Frankenthal         | 45               | Spätburgunder      |

### Großlage Erntebringer
| Name der Einzellage | Fläche in Hektar | Angebaute Rebsorte |
| ------------------- | ---------------- | ------------------ |
| Schlossgarten       | 18               | Riesling           |
| Kilzberg            | 56               | Riesling           |
| Kläuserweg          | 57               | Riesling           |

| Name der Einzellage  | Fläche in Hektar | Angebaute Rebsorte |
| -------------------- | ---------------- | ------------------ |
| Goldatzel            | 24               | Riesling           |
| Hölle                | 27               | Riesling           |
| Mittelhölle          | 6,5              | Riesling           |
| Klaus 1)             | 15               | Riesling           |
| Hansenberg           | 4                | Riesling           |
| Schwarzenstein       | 5,5              | Riesling           |
| Vogelsang            | 14               | Riesling           |
| Schloss Johannisberg | 35,0             | Riesling           |

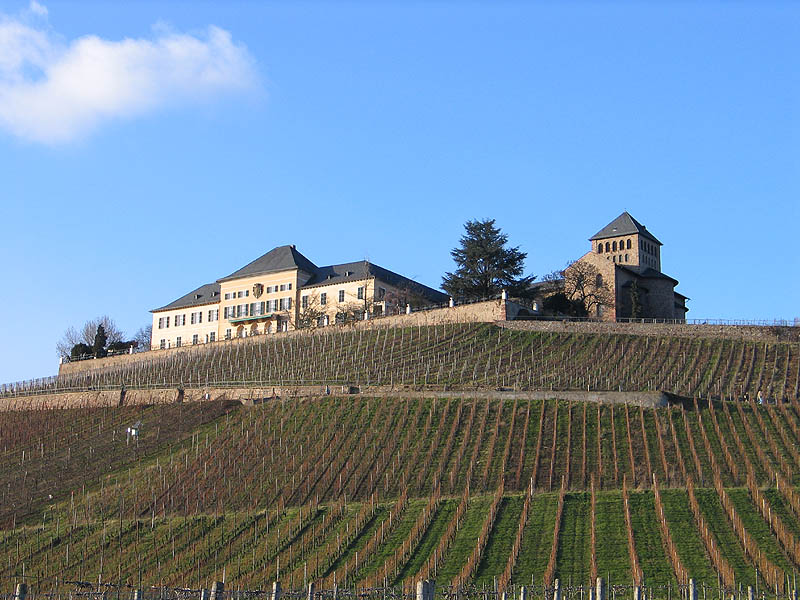
Schloss Johannisberg

Weinbergslagen in und um Johannisberg

 1) Einzellage Klaus auch auf Winkeler Gebiet
| Name der Einzellage | Fläche in Hektar | Angebaute Rebsorte |
| ------------------- | ---------------- | ------------------ |
| Dachsberg           | 52               | Riesling           |
| Hasensprung         | 100              | Riesling           |
| Gutenberg           | 51               | Riesling           |
| Jesuitengarten      | 26               | Riesling           |
| Schlossberg         | ?                | Riesling           |
| Klaus 1)            | ?                | Riesling           |
| Schloss Vollrads    | 48               | Riesling           |

 1) Einzellage Klaus auch auf Johannisberger Gebiet
| Name der Einzellage | Fläche in Hektar | Angebaute Rebsorte |
| ------------------- | ---------------- | ------------------ |
| Goldberg            | 24               | Riesling           |
| Edelmann            | 93               | Riesling           |
| St. Nikolaus        | 50               | Riesling           |

### Großlage Gottesthal
| Name der Einzellage     | Fläche in Hektar | Angebaute Rebsorte |
| ----------------------- | ---------------- | ------------------ |
| Klosterberg             | 142              | Riesling           |
| Lenchen                 | 145              | Riesling           |
| Doosberg                | 152              | Riesling           |
| Schloss Reichartshausen | 3                | Riesling           |

### Großlage Mehrhölzchen

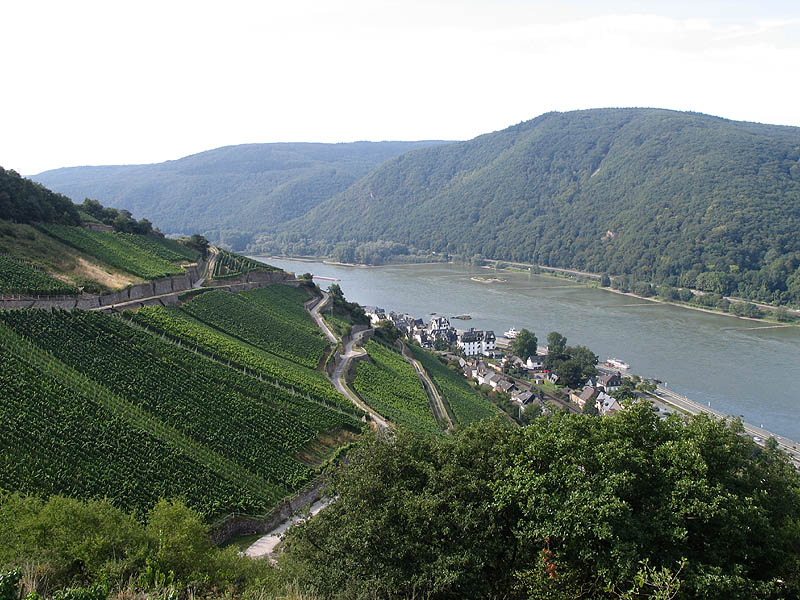
Assmannhäuser Höllenberg

| Name der Einzellage | Fläche in Hektar | Angebaute Rebsorte |
| ------------------- | ---------------- | ------------------ |
| Würzgarten          | 42               | Riesling           |
| Schönhell           | 58               | Riesling           |
| Hendelberg          | 53               | Riesling           |
| Jungfer             | 55               | Riesling           |

### Großlage Deutelsberg

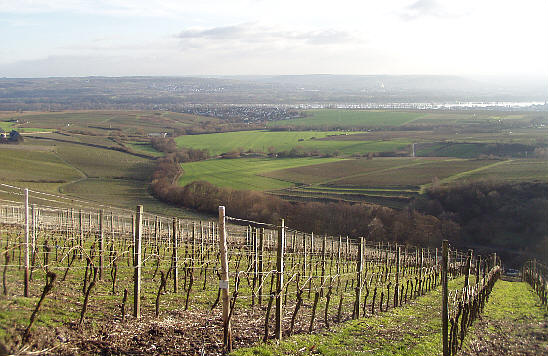
Der von den Zisterziensern angelegte Steinberg in Hattenheim

| Name der Einzellage | Fläche in Hektar | Angebaute Rebsorte |
| ------------------- | ---------------- | ------------------ |
| Heiligenberg        | 36               | Riesling           |
| Schützenhaus        | 66               | Riesling           |
| Engelmannsberg      | 20               | Riesling           |
| Pfaffenberg         | 6                | Riesling           |
| Hassel              | 30               | Riesling           |
| Nußbrunnen          | 10               | Riesling           |
| Wisselbrunnen       | 18               | Riesling           |
| Mannberg            | 6,1              | Riesling           |
| Steinberg           | 31,1             | Riesling           |
| Rheingarten         | 40               | Riesling           |

### Großlage Honigberg
| Name der Einzellage | Fläche in Hektar | Angebaute Rebsorte |
| ------------------- | ---------------- | ------------------ |
| Rheingarten         | 6                | Riesling           |
| Michelmark          | 53               | Riesling           |
| Siegelsberg         | 15               | Riesling           |
| Marcobrunn          | 5,2              | Riesling           |
| Hohenrain           | 18               | Riesling           |
| Steinmorgen         | 18               | Riesling           |
| Schlossberg         | 6                | Riesling           |
| Rheinhell           | 18               | Riesling           |

### Großlage Heiligenstock

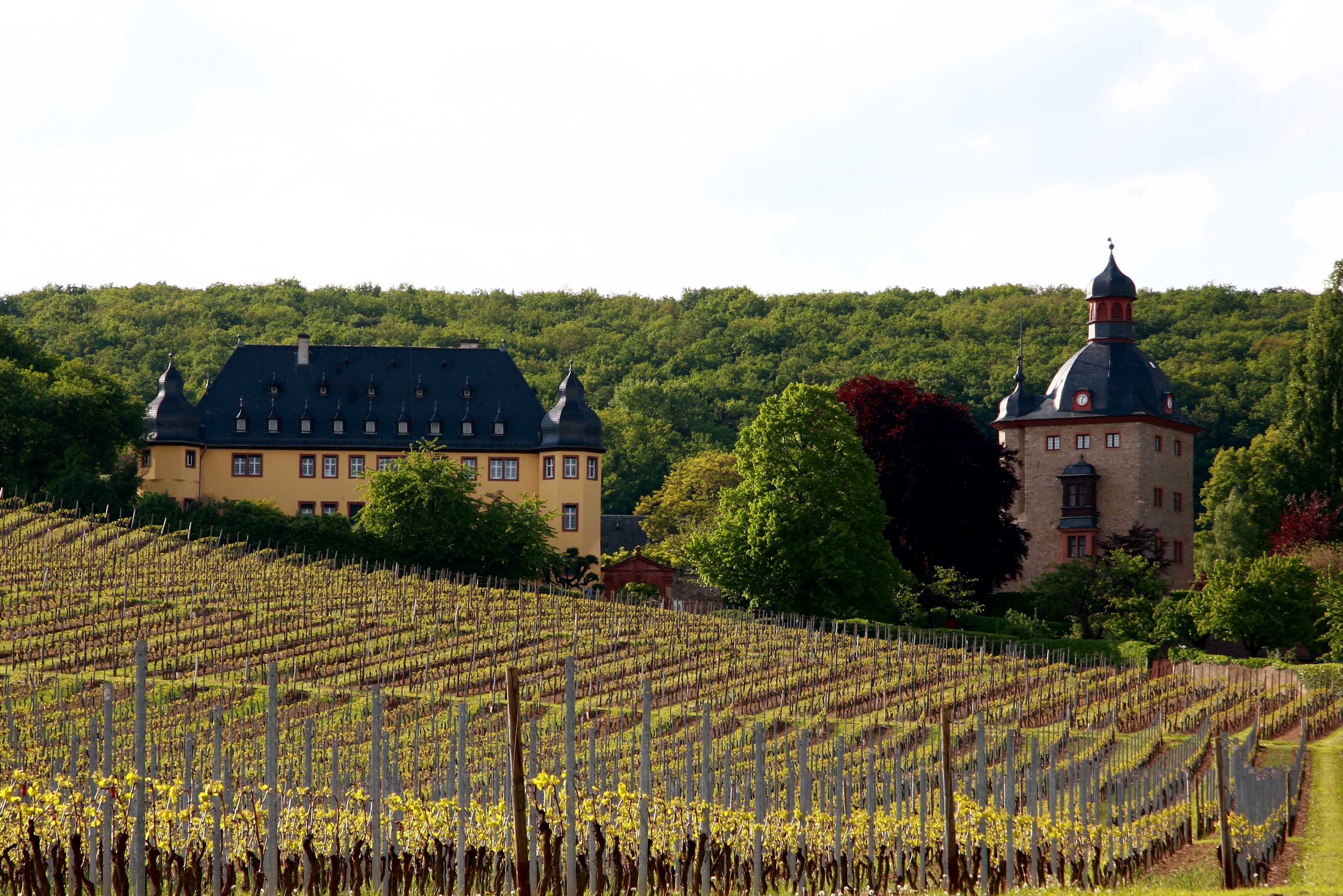
Schloss Vollrads

| Name der Einzellage | Fläche in Hektar | Angebaute Rebsorte |
| ------------------- | ---------------- | ------------------ |
| Klosterberg         | 67               | Riesling           |
| Wasseros            | 36               | Riesling           |
| Gräfenberg          | 11               | Riesling           |
| Sandgrub            | 58               | Riesling           |
| Turmberg            | 3,8              | Riesling           |

### Großlage Steinmächer
| Name der Einzellage | Fläche in Hektar | Angebaute Rebsorte |
| ------------------- | ---------------- | ------------------ |
| Kalbspflicht        | 10               | Riesling           |
| Taubenberg          | 80               | Riesling           |
| Langenstück 1)      | 63               | Riesling           |
| Sonnenberg          | 68               | Riesling           |
| Rheinberg           | 30               | Riesling           |

 1) Einzellage Langenstück auch auf Rauenthaler und Wallufer Gebiet
| Name der Einzellage | Fläche in Hektar | Angebaute Rebsorte |
| ------------------- | ---------------- | ------------------ |
| Langenstück 1)      | 25,8             | Riesling           |
| Gehrn               | 18               | Riesling           |
| Baiken              | 15               | Riesling           |
| Wülfen              | 14               | Riesling           |
| Walkenberg          | → Walluf         | Riesling           |
| Nonnenberg          | 5,6              | Riesling           |
| Rothenberg          | 20               | Riesling           |

 1) Einzellage Langenstück auch auf Eltviller und Wallufer Gebiet 
| Name der Einzellage | Fläche in Hektar | Angebaute Rebsorte |
| ------------------- | ---------------- | ------------------ |
| Langenberg          | 19               | Riesling           |
| Wildsau             | 31               | Riesling           |
| Rödchen             | 28,1             | Riesling           |

| Name der Einzellage | Fläche in Hektar | Angebaute Rebsorte |
| ------------------- | ---------------- | ------------------ |
| Langenstück 1)      | 13               | Riesling           |
| Vitusberg           | 14               | Riesling           |
| Oberberg            | 13               | Riesling           |
| Berg-Bildstock      | 30,4             | Riesling           |
| Walkenberg 2)       | 29,4             | Riesling           |
| Gottesacker         | ?                | Riesling           |

 1) Einzellage Langenstück auch auf Eltviller und Rauenthaler Gebiet 
 2) Einzellage Walkenberg auch auf Rauenthaler Gebiet 
| Name der Einzellage | Fläche in Hektar | Angebaute Rebsorte |
| ------------------- | ---------------- | ------------------ |
| Herrnberg           | 58,6             | Riesling           |
| Marschall           | 8,5              | Riesling           |
| Homberg             | 8,3              | Riesling           |

| Name der Einzellage | Fläche in Hektar | Angebaute Rebsorte |
| ------------------- | ---------------- | ------------------ |
| Hölle               | 32,6             | Riesling           |
| Dachsberg           | 27,3             | Riesling           |

| Name der Einzellage | Fläche in Hektar | Angebaute Rebsorte |
| ------------------- | ---------------- | ------------------ |
| Judenkirch          | 10,3             | Riesling           |

### Großlage Daubhaus
| Name der Einzellage | Fläche in Hektar | Angebaute Rebsorte |
| ------------------- | ---------------- | ------------------ |
| Steig               | 38               | Riesling           |
| St. Kiliansberg     | 28               | Riesling           |
| Weiß Erd            | 7                | Riesling           |

| Name der Einzellage   | Fläche in Hektar | Angebaute Rebsorte |
| --------------------- | ---------------- | ------------------ |
| Berg 2)               | 35               | Riesling           |
| Reichestal 2)         | 58               | Riesling           |
| Stielweg              | 26               | Riesling           |
| Domdechaney           | 10,5             | Riesling           |
| Kirchenstück          | 16               | Riesling           |
| Hofmeister            | 34               | Riesling           |
| Hölle                 | 57               | Riesling           |
| Stein 3)              | 27               | Riesling           |
| Königin-Viktoria-Berg | 5                | Riesling           |
| Herrnberg             | 4                | Riesling           |

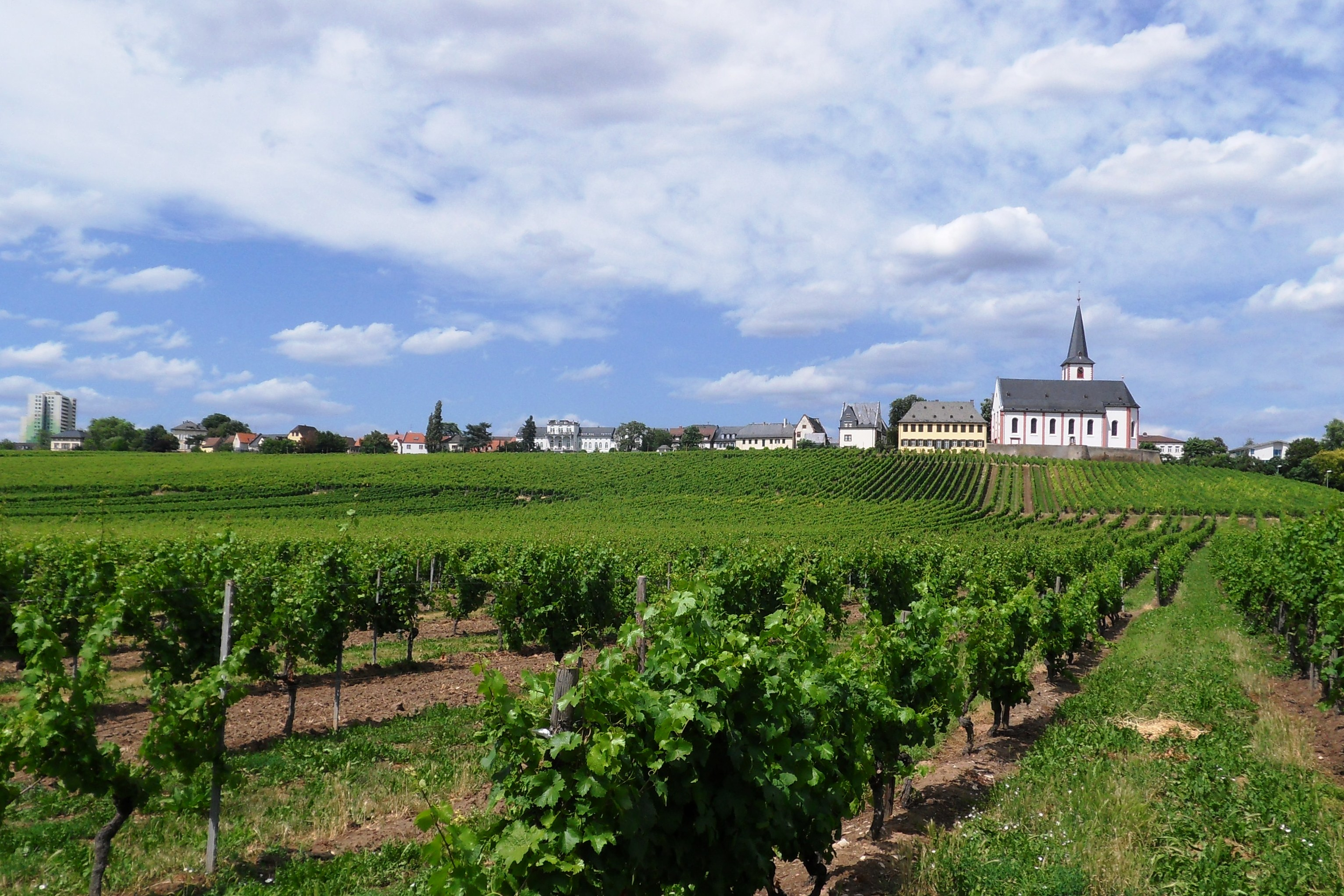
Weinbergslagen Stielweg (unten) und Domdechaney (oben) unterhalb der Hochheimer Altstadt

 2) Einzellagen Berg und Reichestal auch auf Kostheimer Gemarkung, aber Hochheim zugeordnet.
 3) Einzellage Stein auch auf Wickerer Gebiet 
| Name der Einzellage | Fläche in Hektar | Angebaute Rebsorte |
| ------------------- | ---------------- | ------------------ |
| Herrnberg           | 20               | Riesling           |
| St.-Anna-Kapelle    | 0,5              | Riesling           |

| Name der Einzellage | Fläche in Hektar | Angebaute Rebsorte      |
| ------------------- | ---------------- | ----------------------- |
| Mönchsgewann        | 18               | Riesling                |
| König-Wilhelmsberg  | 2,1              | Riesling, Spätburgunder |
| Nonnberg            | 2,4              | Riesling                |
| Stein 3)            | 20               | Riesling                |

 3) Einzellage Stein auch auf Hochheimer Gebiet 
| Name der Einzellage | Fläche in Hektar | Angebaute Rebsorte |
| ------------------- | ---------------- | ------------------ |
| Schlossgarten       | 3                | Riesling           |

| Name der Einzellage | Fläche in Hektar | Angebaute Rebsorte |
| ------------------- | ---------------- | ------------------ |
| Grub                |                  |                    |

### Großlagenfrei

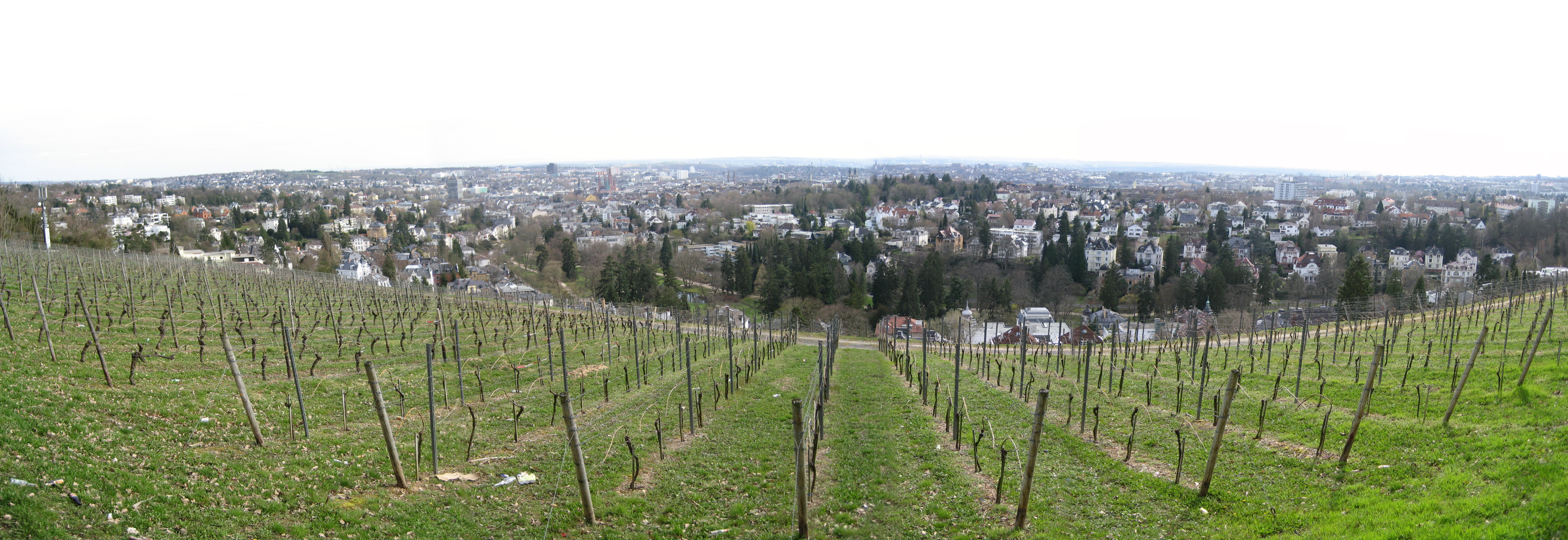
Weinlage am Wiesbadener Neroberg

| Name der Einzellage | Fläche in Hektar | Angebaute Rebsorte |
| ------------------- | ---------------- | ------------------ |
| Lohrberger Hang     | 1,7              | Riesling           |

| Name der Einzellage | Fläche in Hektar | Angebaute Rebsorte |
| ------------------- | ---------------- | ------------------ |
| Böddiger Berg       | 1,4              | Ehrenfelser        |

| Name der Einzellage | Fläche in Hektar | Angebaute Rebsorte |
| ------------------- | ---------------- | ------------------ |
| Neroberg            | 4,4              | Riesling           |